# G228国道 (1981年)
G228国道（G228こくどう/国道228線、G228線）は中華人民共和国政府が台湾地区（台湾省）にかつて幹線道路として定めていた国道である。中華人民共和国政府は台湾を実効支配しておらず、名目上の存在である。
計画では総延長956.394kmで、台北を起終点とし、台湾を一周する路線である。
2013年に、丹東市と東興市を結ぶ国道に番号は転用された。